# Koffi Djidji
Lévy Koffi Djidji (* 30. November 1992) ist ein französisch-ivorischer Fußballspieler, der zuletzt bis Sommer 2024 beim italienischen Erstligisten FC Turin unter Vertrag stand.

## Karriere
Djidji startete seine Karriere in der Jugendmannschaft seines Heimatvereins AJN Bagnolet. Im Frühling 2006 ging zum Saint-Herblain Olympique Club, bevor er im Sommer 2007 in der Jugend des Erstligisten FC Nantes anheuerte. Dort spielte er drei Jahre, bis er 2011 in die erste Mannschaft von Nantes hochgezogen wurde. Am 4. August 2012 absolvierte er sein Profidebüt in der Ligue 2 im Spiel gegen Olympique Nîmes.
Am 17. August 2018 wechselte Koffi Djidji leihweise zum Serie-A-Verein FC Turin, welche außerdem eine Option für einen permanenten Wechsel besitzen. In der Saison 2018/19 kam er im Trikot der Toro zu 17 Einsätzen in der höchsten italienischen Spielklasse. Am 7. Juni wurde bekanntgegeben, dass Djidjis Kaufoption gezogen wurde.
Anfang Oktober 2020 wurde Djidji unmittelbar vor Ende des wegen der COVID-19-Pandemie verlängerten Transferfensters innerhalb Italiens an den Zweitligisten FC Crotone verliehen.
Zum Ende der Saison 2023/24 lief der Vertrag von Djidji in Turin aus und er verließ den Verein nach sechs Jahren.